# Дэнчулеску, Ионел
Ионел Даниэл Дэнчулеску (рум. Ionel Daniel Dănciulescu; родился 6 декабря 1976, Слатина, Румыния) — румынский футболист, нападающий. Выступал за сборную Румынии. Второй бомбардир чемпионата Румынии за всю его историю.

## Карьера
Дэнчулеску сначала играл за клуб «Электропутере» из Крайовы, выступавшем тогда в 4 Лиге Румынии. За 2 года игры в этом клубе он сыграл 31 матч и забил 8 мячей. Благодаря ему клуб поднялся во второй по силе дивизион Румынии, а сам Ионел подписал контракт с бухарестским «Динамо» , одним из сильнейших клубов страны.
В 1995 Дэнчулеску прибыл в Бухарест для выступления за "красных псов". Он провёл в стане динамовцев 2 сезона, а за это время успел сыграть 64 матча и забить 22 гола. Но он не выиграл ни одного трофея с «Динамо», поэтому покинул клуб.
В сезоне 1997/98 футболист выступал за измирский Алтай. Там он забил 1 гол в 8 сыгранных матчах.
После возвращения из Турции Ионел подписал контракт с гигантом румынского футбола и сильнейшим на тот момент клубом страны — «Стяуа». Дэнчулеску выступал в стане "армейцев" на протяжении 5 сезонов, записав на свой счет 54 гола в 129 матчах национального чемпионата. В сезонах 1998/99 и 2000/01 он выиграл с клубом Чемпионат Румынии, а вдобавок завоевав Кубок Румынии в сезоне 1998-99 и Суперкубок Румынии в сезоне 2000/01.
Он вернулся в стан "красно-белых" снова, однако этот период был самым трудным в его карьере. Дело в том, что он совмещал игры в клубе с выступлением в стане динамовского сателлита и клуба из второй лиги «Кэмпина». Но фаны "красных псов" приняли блудного сына домой и вскоре он стал лучшим бомбардиром клуба наряду с его партнером по атаке в «Динамо» Клаудиу Никулеску. Румынская пресса назвала их атакующий дуэт "N&D". В 2004 году Дэнчулеску был назван Футболистом года в Румынии, а чуть позже он стал лучшим бомбардиром национального чемпионата и записал на свой счет 2 гола в 5 матчах за сборную. Наряду со своим вторым периодом выступлений за «Динамо» он дважды выиграл национальный чемпионат в сезонах 2003/04 и 2006/07 и также дважды выиграл Кубок страны. В августе 2008 он был назван четвёртым по бомбардиром чемпионата за всю его историю (187 голов) после Дуду Джорджеску, Родиона Кэмэтару и Марина Раду. Также он стал лучшим бомбардиром чемпионата в сезоне 2007/08, забив 21 мяч, при этом выходя на поле в качестве капитана команды.
В 2005 году клуб сдал его в полугодичную аренду в клуб «Шаньдун Лунэн». Там он в 26 играх забил 10 голов.
Когда в 2009 у Ионела закончился контракт с «Динамо», он подписал годичный контракт с клубом «Эркулес» из Аликанте, в котором тогда играли такие потухшие звезды, как Давид Трезеге, Ройстон Дренте и Нельсон Вальдес. В Испании Дэнчулеску отыграл 26 матчей и забил 10 мячей, а также он забил два мяча в Кубке Испании в матчах против «Уэски» и «Альмерии» соответственно. Также он помог клубу подняться в высший дивизион чемпионата Испании — в Примеру.
После окончания контракта с «Эркулесом» он вернулся "домой" - в бухарестское «Динамо». Клуб подписал с ним контракт на 3 года на правах свободного агента. Он снова стал игроком основного состава и любимцем болельщиков. 26 сентября 2011 в матче против «Петролула» Ионел забил 198 гол в играх чемпионата Румынии, тем самым повторив достижение Родиона Кэмэтару. А 17 октября того же года, он забил уже 200 мяч за все свои матчи в национальном чемпионате. В стане "красных псов" он играет и поныне.

## Карьера в сборной
За сборную он сыграл 8 матчей и забил 2 мяча. Дебютировал он в национальной команде 3 марта 1999, в матче против Эстонии. А отличился он дважды в поединке против немцев, который состоялся 28 апреля 2004 года.

## Достижения
- Стяуа
  - Чемпион Румынии: 1997/98, 2000/01
  - Обладатель Кубка Румынии: 1998/99
  - Обладатель Суперкубка Румынии: 2001
- Динамо (Бухарест)
  - Чемпион Румынии: 2003/04, 2006/07
  - Обладатель Кубка Румынии: 2002/03, 2003/04, 2011/12